# ゆかりの小雪
ゆかりの 小雪（ゆかりの こゆき、1993年9月8日 - ）は、日本のタレント。元宝塚歌劇団月組の娘役。
大阪府大阪市、帝塚山学院高等学校出身。身長160cm。血液型O型。愛称は「小雪」。宝塚歌劇団時代の芸名は紫乃 小雪（ゆかりの こゆき）。

## 来歴
2010年、宝塚音楽学校入学。
2012年、宝塚歌劇団に98期生として入団。入団時の成績は14番。宙組公演「華やかなりし日々／クライマックス」で紫乃小雪として初舞台。
2013年、組まわりを経て月組に配属。
2015年のバウ・ワークショップ「A-EN ARTHUR VERSION」で、バウホール公演初ヒロイン。
2016年、龍真咲退団公演となる「NOBUNAGA」で新人公演初ヒロイン。
2017年10月8日、「All for One」東京公演千秋楽をもって、宝塚歌劇団を退団。
退団後はゆかりの小雪と改名して芸能活動を再開。

## 人物
小さい頃から舞台で踊ることや歌うことが好きで、学生時代はコーラス部に所属していた。
宝塚初観劇は2002年花組公演「琥珀色の雨にぬれて／Cocktail」。自分もこの舞台に立ちたいと思い、音楽学校受験を決意した。

## 宝塚歌劇団時代の主な舞台

### 初舞台
- 2012年4 - 5月、宙組『華やかなりし日々』『クライマックス』（宝塚大劇場のみ）

### 組まわり
- 2012年7 - 10月、花組『サン＝テグジュペリ』『CONGA!!』

### 月組時代
- 2013年5月、『ME AND MY GIRL』（梅田芸術劇場）
- 2013年7 - 10月、『ルパン-ARSÈNE LUPIN-』 - 新人公演：マリ・テレーズ（本役：咲妃みゆ）『Fantastic Energy!』
- 2013年11 - 12月、『JIN-仁-』 - 運命の舞夢『Fantastic Energy!』（全国ツアー）
- 2014年1月、『風と共に去りぬ』（梅田芸術劇場）
- 2014年3 - 6月、『宝塚をどり』『明日への指針 -センチュリー号の航海日誌-』 - 新人公演：アンジェラ（本役：海乃美月）『TAKARAZUKA 花詩集100!!』 - 新人公演：マーガレット（本役：愛希れいか）／花売り娘A（本役：都月みあ）
- 2014年7 - 8月、『THE KINGDOM』（日本青年館・ドラマシティ） - ジェシカ
- 2014年9 - 12月、『PUCK（パック）』 - 新人公演：芥子の種（本役：花陽みら）『CRYSTAL TAKARAZUKA-イメージの結晶-』
- 2015年1 - 2月、『Bandito（バンディート）-義賊 サルヴァトーレ・ジュリアーノ-』（バウホール・日本青年館） - ネーダ
- 2015年4 - 7月、『1789-バスティーユの恋人たち-』 - シャルロット
- 2015年8 - 9月、『A-EN（エイエン） ARTHUR VERSION』（バウホール） - ヴァイオラ・スペンサー バウWSヒロイン[5][1]
- 2015年11 - 2016年2月、『舞音-MANON-』 - 新人公演：ホマ（本役：海乃美月）『GOLDEN JAZZ』
- 2016年6 - 9月、『NOBUNAGA〈信長〉-下天の夢-』 - つばき、新人公演：帰蝶（本役：愛希れいか）『Forever LOVE!!』 新人公演初ヒロイン[6]
- 2016年10 - 11月、『アーサー王伝説』（文京シビックホール・ドラマシティ） - アリアンロッド
- 2017年1 - 3月、『グランドホテル』 - メイド、新人公演：電話交換手『カルーセル輪舞曲（ロンド）』
- 2017年4 - 5月、『瑠璃色の刻（とき）』（ドラマシティ・赤坂ACTシアター） - ジジ
- 2017年7 - 10月、『All for One』 - オルタンス、新人公演：マリー・ルイーズ（本役：早乙女わかば） 退団公演[1]

### 出演イベント
- 2016年4月、第8回『マグノリアコンサート・ドゥ･タカラヅカ』